# Dureté
« Dur » redirige ici.  Pour la ville anciennement appelée Đur en serbe, voir Győr.
La dureté est une qualité physique indiquant la résistance au toucher, à la pression, au choc et à l'usure ; elle caractérise le minéral, le métal, les matériaux, l'eau et les aliments.
L'acception courante de « dureté » recouvre une résistance aux chocs, comme lorsqu'on parle de « porcelaine extra-dure », pour laquelle l'emploi du terme de résilience serait alors plus approprié. Cependant, elles restent liées à la facilité (autrement dit : la variation d'énergie) avec laquelle réagit le matériau soumis à une contrainte (pression hydrostatique, cisaillement). La dureté (en général) peut se traduire par l'expression de constantes mécaniques, comme le module de compressibilité ou le module de cisaillement (exprimés en pascals).
Par métaphore, la dureté qualifie un trait de caractère s'opposant à la douceur.

## En physique
De manière générale, la dureté est la résistance d'un matériau à être marqué par un autre, par une rayure ou pénétration. Bien que le langage commun confond parfois les notions de dureté et de solidité/résistance/résilience, ce sont des notions décorrélées : l'illustration la plus simple en est le verre, matériau très dur mais très cassant.

### Dureté d'un minéral
La dureté d'un minéral est sa capacité à résister à l'abrasion ou à la rayure. On la caractérise au moyen de l'échelle de Mohs, par comparaison avec des matériaux types.
Voir aussi :
- Glossaire des minéraux
- Minéralogie

### Dureté d'un métal
La dureté d'un métal définit la résistance qu'oppose celui-ci à la pénétration d'un corps plus dur. On la détermine au moyen d'essais normalisés (Brinell, Meyer, Vickers, Rockwell) en mesurant la profondeur, le diamètre ou un autre paramètre de l'empreinte faite par un poinçon en fonction de l'essai.
| Métal     | Dureté |
| --------- | ------ |
| Aluminium | 1,5    |
| Étain     | 1,5    |
| Mercure   | 1,5    |
| Plomb     | 1,5    |
| Cadmium   | 2      |
| Argent    | 2,5    |
| Bismuth   | 2,5    |
| Magnésium | 2,5    |
| Or        | 2,5    |
| Zinc      | 2,5    |
| Antimoine | 3      |
| Cuivre    | 3      |
| Platine   | 3,5    |
| Fer       | 4      |
| Nickel    | 4      |
| Palladium | 4,75   |
| Béryllium | 5,5    |
| Manganèse | 6      |
| Rhodium   | 6      |
| Titane    | 6      |
| Iridium   | 6,5    |
| Ruthénium | 6,5    |
| Tantale   | 6,5    |
| Osmium    | 7      |
| Vanadium  | 7      |
| Chrome    | 7,5    |
| Tungstène | 7,5    |

### Dureté d'un matériau
L'échelle de dureté Shore mesure la dureté des élastomères, de certaines matières plastiques, des cuirs et des bois.

### Dureté de l'eau

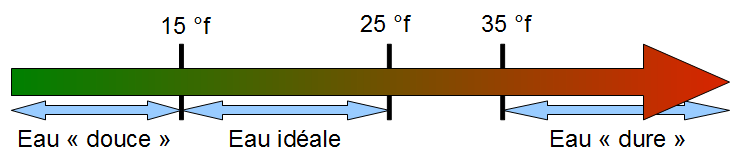
Échelle de dureté de l'eau

La dureté de l'eau est sa teneur en ions calcium ou magnésium. On l'exprime en degrés français : un degré correspond à 4 mg de calcium ou 2,4 mg de magnésium par litre d'eau. L'eau est dite douce en dessous de 15 °f et dite dure au-delà de 35 °f. On utilise un adoucisseur d'eau pour adoucir l'eau jusqu'à environ 15 °f. L'adoucissement d'une eau inférieure à 15 °f est interdit (décret du 3 janvier 1989) et la dureté idéale d'une eau est comprise entre 15 et 25 °f.
La dureté totale de l'eau est la somme de la dureté permanente et de la dureté temporaire.

## Dureté d'un aliment
À l’opposé de la tendreté, la dureté d’un aliment est généralement peu recherchée ; dans le cas de la viande, elle oblige à des cuissons longues par braisage ou mijotage.